# ناتالي باتالها
ناتالي باتالها (بالإنجليزية: Natalie Batalha)‏ (و. 1966 – م) هي فيزيائية، وعالمة فيزياء فلكية، وعالمة فلك، وأستاذة جامعية من الولايات المتحدة الأمريكية .

## روابط خارجية
- ناتالي باتالها على موقع IMDb (الإنجليزية)